# パトリック・リード
パトリック・ナサニエル・リード（英：Patrick Nathaniel Reed、1990年8月5日 - ）は、アメリカ合衆国テキサス州サンアントニオ出身のプロゴルファー。2018年マスターズ・トーナメントの覇者にして、2014年および2020年キャデラック選手権（世界ゴルフ選手権）覇者。2016年リオオリンピックおよび2020年東京オリンピックの米国代表。ライダーカップには2014年から2018年まで、プレジデンツカップには2015年から出場を続けている。特にライダーカップでの活躍によって「キャプテン・アメリカ」というニックネームで呼ばれるようになった。

## 経歴

### アマチュア時代
リードは1990年にテキサス州サンアントニオで産まれた。ルイジアナ州バトンルージュのルイジアナ州立大学傘下の高校に在学中、2006年にジュニアオープン選手権を制覇し、2007年の全米アマチュアゴルフ選手権出場権を得た。高校ではチームを2006年と2007年の州チャンピオンへと導き、2007年にルイジアナ州名誉勲章を受章した。2005年から2007年には、3年連続でアメリカジュニアゴルフ協会ロレックス賞を受賞した。
2008年からジョージア州アセンズのジョージア大学に進学したが、当地で未成年飲酒と他人の身分証提示の罪により収監された。リードは有罪となり、保護観察処分と60時間の奉仕活動を課された。その直後、非公表の問題行動によりジョージア大学のゴルフチームから放出された。その後同州のオーガスタ州立大学へと編入し、2010年と2011年にチームをNCAA全米チャンピオンへと導いた。大学在学中、2008年の全米アマチュア選手権では準決勝へと進んだが、同年優勝者であるダニー・リーに敗れた。2010年には、世界アマチュアゴルフランキングでカテゴリーA（トップ30）に位置するジョーンズカップ招待で優勝した。

### プロ転向後
2011年のNCAA選手権後、リードは20歳でプロへと転向した。翌2012年にはPGAツアー予選会で22位タイとなり、2013年のPGAツアーシード権を獲得した。2013年にAT&Tペブルビーチナショナルプロアマにて初のトップ10に入り、ウィンダム選手権では史上12人目のPGAツアー初年度優勝者となった。
2014年はリードにとって飛躍の年となった。ヒューマナ・チャレンジを優勝した時には、最初の三日間を63－63－63の27アンダーのコースレコードで回った。また最初の3ラウンド全てを63以下で回ったのは、これがPGAツアー史上初めてであった。またフロリダ州マイアミで開かれた世界ゴルフ選手権の一つキャデラック選手権を制覇したことで、史上最も若い世界ゴルフ選手権チャンピオンとなった。24歳以下でPGAツアー三大会を制したのは、リードを含めてタイガー・ウッズ、フィル・ミケルソン、ローリー・マキロイ、セルヒオ・ガルシア、ジョーダン・スピースの6人しかいない。またマスターズ・トーナメント初出場までに三大会を優勝した初のゴルファーとなった。この年、リードはワールドゴルフランキングで20位につけた。
2015年はヒュンダイ・トーナメント・オブ・チャンピオンズ優勝などの活躍により、ワールドゴルフランキングで14位につけた。2016年にはザ・バークレイズを制覇したことで、初めてフェデックスカップの勝者となった。その後の活躍もあり、フェデックスカップではローリー・マキロイとダスティン・ジョンソンに次ぐ3位となった。2017年は全米プロゴルフ選手権では2位タイと好成績であったが、その他には主だった成績は残せなかった。
2018年春には、ゴルフにおけるメジャー選手権の一つであるマスターズ・トーナメントを、2位のリッキー・ファウラーと1打差をつけて優勝した。これによって約2億円の賞金を得、ワールドゴルフランキングは11位まで上がった。そして夏の全米オープンでは、トップと4打差の4位となった。しかし同年のライダーカップでは、過去二回（2014年と2016年）は米国勢トップのポイントを得ることでチームに貢献していたが、個人戦は勝利を収めたもののタイガー・ウッズと組んだフォアボールでは二敗してしまった。ライダーカップ後には、ペアの決め方や米国チームの試合に臨む姿勢に関して、リードの批判的な発言が表に出たことで議論の的となった。
2019年のフェデックスカッププレーオフ第一戦ザ・ノーザン・トラストや、2020年の世界ゴルフ選手権の一戦キャデラック選手権を再び制するなど勝ちを重ねた。2021年にもファーマーズ・インシュランス・オープンに勝利したが、8月に両側性肺炎の治療を受けていることが判明した。このため、フェデックスカップの最初の二戦を欠場せざるを得なかった。その後の試合でライダーカップ代表に選ばれるようにと奮闘したが、2014年から続いていた代表入りを逃した。
2022年6月11日、LIVゴルフとの間で参戦契約を発表。今後、PGAツアーには出場できなくなる見込み。

## 論争
リードはアマチュアだったころから、ルール違反を犯した可能性を指摘されるなど度々論争の中心となってきた。主なものに、2019年ワールドチャレンジと2021年ファーマーズ・インシュランス・オープンでの疑惑がある。最も大きな論争を巻き起こした2019年のワールドチャレンジでは、リードがウェイストエリア（コートの外）でボール背後の砂を動かしたことがカメラに捉えれた。リードは気づかずに動かしてしまったものだと答えたが、いずれにしてもライ（球の状態）を向上させたということで二打罰を受けた。この時のリードの言動は他のゴルファーや解説者に激しく批判された。2021年のファーマーズ・インシュランス・オープンでは、10番ホールのラフに埋まったボールの無罰救済が与えられたが、違法に救済を得たのではないかという疑惑を持たれた。というのも、大会のオフィシャルが到着する前に自己判断でボールを拾い上げてしまったからであった。論争の的にはなったが、リードはルールに逸脱した行動をとっていないという事実が、PGAツアーのオフィシャルによって確認された。

## 人物
リードは、2012年12月に自身のキャディーを務めたジャスティン・カレインと結婚した。PGAツアーシード権を得るためにラウンドしていた、カリフォルニア州ラキンタでの出会いだった。ジャスティンが女児を妊娠している時は、ジャスティンの兄のケスラーがキャディーを務めるなど、リードとカレイン家の関係は良好であるという。
しかしリードと実の両親および妹は、ジャスティンとの結婚以来絶縁状態にある。リードの家族は、2014年全米オープンでリードから依頼を受けたセキュリティに退場を勧告されても、試合会場に足を運び続けているという。2018年にリードがマスターズ・トーナメントを制した時には、キャディーを務めたジャスティンへの暴言によって退場を勧告されている。

## 優勝歴

### PGAツアー（9）
| 勝数                                 |
| メジャー選手権 (1)                   |
| 世界ゴルフ選手権 (2)                 |
| フェデックス・カップ・プレーオフ (2) |
| ツアー（4）                          |

| No. | 年月日        | トーナメント                                   | 優勝スコア      | パーとの差 | 打差       | 準優勝者 |
| --- | ------------- | ---------------------------------------------- | --------------- | ---------- | ---------- | --- |
| 1   | 2013年8月18日 | ウィンダム選手権                               | 65-64-71-66=266 | −14        | プレーオフ | ジョーダン・スピース                                                                                         |
| 2   | 2014年1月19日 | ヒューマナ・チャレンジ                         | 63-63-63-71=260 | −28        | 2打差      | ライアン・パルマー                                                                                           |
| 3   | 2014年3月9日  | キャデラック選手権                             | 68-75-69-72=284 | −4         | 1打差      | ジェイミー・ドナルドソン, バッバ・ワトソン                                                                   |
| 4   | 2015年1月12日 | ヒュンダイ・トーナメント・オブ・チャンピオンズ | 67-69-68-67=271 | −21        | プレーオフ | ジミー・ウォーカー                                                                                           |
| 5   | 2016年8月28日 | ザ・バークレイズ                               | 66-68-71-70=275 | −9         | 1打差      | エミリアノ・グリロ, ショーン・オヘア                                                                         |
| 6   | 2018年4月8日  | マスターズ・トーナメント                       | 69-66-67-71=273 | −15        | 1打差      | リッキー・ファウラー                                                                                         |
| 7   | 2019年8月11日 | ザ・ノーザン・トラスト (2)                     | 66-66-67-69=268 | −16        | 1打差      | エイブラハム・アンサー                                                                                       |
| 8   | 2020年2月23日 | キャデラック選手権 (2)                         | 69-63-67-67=266 | −18        | 1打差      | ブライソン・デシャンボー                                                                                     |
| 9   | 2021年1月31日 | ファーマーズ・インシュランス・オープン         | 64-72-70-68=274 | −14        | 5打差      | トニー・フィナウ, ヴィクター・ホヴランド, ヘンリク・ノーランダー, ライアン・パルマー, ザンダー・シャウフェレ |

PGAツアープレーオフ記録（2–2）
| No. | 年     | トーナメント                                   | 相手                                           | 結果                                                                                            |
| --- | ------ | ---------------------------------------------- | ---------------------------------------------- | ----------------------------------------------------------------------------------------------- |
| 1   | 2013年 | ウィンダム選手権                               | ジョーダン・スピース                           | プレーオフ2ホール目、バーディで勝利                                                             |
| 2   | 2015年 | ヒュンダイ・トーナメント・オブ・チャンピオンズ | ジミー・ウォーカー                             | プレーオフ1ホール目、バーディで勝利                                                             |
| 3   | 2015年 | バルスパー選手権                               | ショーン・オヘア, ジョーダン・スピース         | プレーオフ3ホール目、バーディでスピースの勝利                                                   |
| 4   | 2020年 | セントリー・トーナメント・オブ・チャンピオンズ | ザンダー・シャウフェレ, ジャスティン・トーマス | プレーオフ1ホール目、バーディでシャウフェレが敗退 プレーオフ3ホール目、バーディでトーマスの勝利 |

### ヨーロピアンツアー（3）
| 勝数                 |
| メジャー選手権 (1)   |
| 世界ゴルフ選手権 (2) |
| ツアー（0）          |

| No. | 年月日        | トーナメント             | 優勝スコア      | パーとの差 | 打差  | 準優勝者                                   |
| --- | ------------- | ------------------------ | --------------- | ---------- | ----- | ------------------------------------------ |
| 1   | 2014年3月9日  | キャデラック選手権       | 68-75-69-72=284 | −4         | 1打差 | ジェイミー・ドナルドソン, バッバ・ワトソン |
| 2   | 2018年4月8日  | マスターズ・トーナメント | 69-66-67-71=273 | −15        | 1打差 | リッキー・ファウラー                       |
| 3   | 2020年2月23日 | キャデラック選手権（2）  | 69-63-67-67=266 | −18        | 1打差 | ブライソン・デシャンボー                   |

ヨーロピアンツアープレイオフ結果（0–1）
| No. | 年     | トーナメント  | 相手                       | 結果                                            |
| --- | ------ | ------------- | -------------------------- | ----------------------------------------------- |
| 1   | 2015年 | BMWマスターズ | クリストファー・ブロベルグ | プレーオフ1ホール目、バーディでブロベルグの勝利 |

## 大会成績

### メジャー選手権

#### 優勝（1）
| 年     | チャンピオンシップ       | 54ホール | 優勝スコア            | 打差  | 準優勝者             |
| ------ | ------------------------ | -------- | --------------------- | ----- | -------------------- |
| 2018年 | マスターズ・トーナメント | 3打差    | −15 (69-66-67-71=273) | 1打差 | リッキー・ファウラー |

#### メジャー選手権成績
| トーナメント             | 2014 | 2015 | 2016 | 2017 | 2018 |
| ------------------------ | ---- | ---- | ---- | ---- | ---- |
| マスターズ・トーナメント | CUT  | T22  | T49  | CUT  | 1    |
| 全米オープン             | T35  | T14  | CUT  | T13  | 4    |
| 全英オープン             | CUT  | T20  | T12  | CUT  | T28  |
| 全米プロゴルフ選手権     | T58  | T30  | T13  | T2   | CUT  |

| トーナメント             | 2019 | 2020 | 2021 |
| ------------------------ | ---- | ---- | ---- |
| マスターズ・トーナメント | T36  | T10  | T8   |
| 全米プロゴルフ選手権     | CUT  | T13  | T17  |
| 全米オープン             | T32  | T13  | T19  |
| 全英オープン             | 10   | NT   | CUT  |

CUT = ハーフウェイ・カット

T = 順位タイ

NT = COVID-19の流行のため中止

#### 概要
| トーナメント             | 優勝 | 2位 | 3位 | トップ5 | トップ10 | トップ25 | 出場 | 予選通過 |
| ------------------------ | ---- | --- | --- | ------- | -------- | -------- | ---- | -------- |
| マスターズ・トーナメント | 1    | 0   | 0   | 1       | 3        | 4        | 8    | 6        |
| 全米プロゴルフ選手権     | 0    | 1   | 0   | 1       | 1        | 4        | 8    | 6        |
| 全米オープン             | 0    | 0   | 0   | 1       | 1        | 5        | 8    | 7        |
| 全英オープン             | 0    | 0   | 0   | 0       | 1        | 3        | 7    | 4        |
| Totals                   | 1    | 1   | 0   | 3       | 6        | 16       | 31   | 23       |

- 連続予選追加記録 – 8回 (2019年全米オープン – 2021年全米オープン)
- 連続トップ10記録 – 3回 (2017年全米プロゴルフ選手権 – 2018年全米オープン)

### ザ・プレーヤーズ・チャンピオンシップの結果
| トーナメント                         | 2014 | 2015 | 2016 | 2017 | 2018 | 2019 | 2020 | 2021 |
| ------------------------------------ | ---- | ---- | ---- | ---- | ---- | ---- | ---- | ---- |
| ザ・プレーヤーズ・チャンピオンシップ | CUT  | T24  | CUT  | T22  | T41  | T47  | C    | T22  |

CUT = ハーフウェイ・カット

T = 順位タイ

C = COVID-19の流行のため1ラウンド後中断

### 世界ゴルフ選手権

#### 優勝（2）
| 年     | 試合                     | 54ホール  | 優勝スコア            | 2位との差 | 準優勝者                                   |
| ------ | ------------------------ | --------- | --------------------- | --------- | ------------------------------------------ |
| 2014年 | キャデラック選手権       | 2打差     | −4 (68-75-69-72=284)  | 1打差     | ジェイミー・ドナルドソン, バッバ・ワトソン |
| 2020年 | キャデラック選手権 （2） | 1打差負け | −18 (69-63-67-67=266) | 1打差     | ブライソン・デシャンボー                   |

#### 世界ゴルフ選手権結果
| トーナメント           | 2014 | 2015 | 2016 | 2017 | 2018 | 2019 | 2020 | 2021 |
| ---------------------- | ---- | ---- | ---- | ---- | ---- | ---- | ---- | ---- |
| キャデラック選手権     | 1    | T23  | T52  | T61  | T37  | T14  | 1    | T9   |
| WGCマッチプレー        | R32  | T17  | R16  | T51  | R16  | T24  | NT1  | T28  |
| ブリヂストン招待選手権 | T4   | T15  | 52   | T36  | T28  | T12  | T47  | T31  |
| HSBCチャンピオンズ     | T22  | T7   | T60  | T50  | T7   | T8   | NT1  | NT1  |

1COVID-19の流行のため中止

QF, R16, R32, R64 = 敗退ラウンド

NT = 未開催

T = 順位タイ

### 米国代表選手としての試合
- ライダーカップ：2014年、2016年、2018年
- プレジデンツカップ：2015年、2017年、2019年
- 夏季オリンピック：2016年、2020年

| 2014 | 2016 | 2018 | Total |
| ---- | ---- | ---- | ----- |
| 3.5  | 3.5  | 1    | 8     |